# Jules François Mabille
Jules François Mabille (Tours, 1831 – 1904) è stato uno zoologo e malacologo francese.
Nel corso dei molti viaggi effettuati in tutto il mondo scoprì e studiò molte specie di molluschi.
Non va confuso con l'entomologo Jules Paul Mabille.

## Biografia
Nel 1868, Mabille dimostrò che la lumaca Arion lusitanicus era una specie differente dalla Arion vulgaris: quest'ultima è una specie ubiquitaria nella penisola iberica e nella Francia sudoccidentale, mentre la Arion lustanicus è endemica della Serra d'Arrabida vicino a Lisbona. 
Nel 1882-83, Mabille partecipò alla spedizione scientifica francese a Capo Horn e nei mari meridionali, con il suo collega malacologo Alphonse Trémeau de Rochebrune; assieme descrissero molte nuove specie di molluschi.
Le sue estese ricerche furono pubblicate nel 1889.
| Mabille è l'abbreviazione standard utilizzata per le specie animali descritte da Jules François Mabille. Categoria:Taxa classificati da Jules François Mabille |